# Milburn Morante
Milburn Morante, nato Milburn Charles Morante (San Francisco, 6 aprile 1887 – Pacolma, 28 gennaio 1964), è stato un attore e regista statunitense.
Usò anche il nome alternativo Milburn Moranti.

## Biografia
Nato a San Francisco nel 1887, apparteneva a una famiglia di artisti del vaudeville. Iniziò la sua carriera fin da bambino, entrando a far parte del trio The Three Morantes che si esibiva sulle scene a cavallo tra Ottocento e Novecento. Dopo essersi trasferito da San Francisco a Los Angeles, frequentò gli ambienti della nuova industria cinematografica che si stava affermando nel campo dello spettacolo di intrattenimento americano. Il suo primo film, il cortometraggio The De-feet of Father, lo girò nel 1914 per l'Universal Film Manufacturing Company. Sullo schermo, fece coppia con l'attrice Gale Henry, specializzata in ruoli da caratterista eccentrica.
Morante fondò anche una propria compagnia di produzione, la Mercury, prendendo a lavorare con sé gli altri due appartenenti ai Three Morantes, il padre Joe e il fratello Al. I film della Mercury erano distribuiti dalla Bull's Eye Film Corporation, ma i personaggi impersonati dall'attore non riuscirono a sfondare presso il pubblico. Quando la Bull's Eye, nel 1920, venne inglobata dalla Reelcraft, Morante passò alla regia, dirigendo - per una piccola compagnia indipendente - western a basso costo interpretati in genere da Pete Morrison.
Attore caratterista, nella sua carriera si contano quasi quattrocento film. Interprete di farse e di western dal taglio comico, all'avvento del sonoro dovette passare ai ruoli minori, specializzandosi in figure di contorno, come cercatori d'oro avanti con l'età, baristi, barboni o ubriachi. A fine carriera, lavorò anche per la televisione, prendendo parte a diversi episodi della serie Cisco Kid.

## Filmografia

### Attore
- The De-feet of Father, regia di Allen Curtis (1914)
- A Mixed-Up Honeymoon (1915)
- A Tale of a Turk, regia di William Beaudine (1916)
- The Shame of the Bullcon, regia di Allen Curtis (1917)
- The Tightwad, regia di Allen Curtis – cortometraggio (1917)
- Acqua nel cervello (Water on the Brain), regia di Allen Curtis (1917)
- Secret Servants, regia di William Beaudine (1917)
- Who's to Blame?, regia di Allen Curtis (1918)
- It's a Cruel World, regia di Allen Curtis (1918)
- Butter Again, regia di Allen Curtis (1918)
- The Borrowed Baby, regia di Allen Curtis (1918)

- Mixed Wives, regia di William Beaudine (1919)
- Wolf Blood, regia di George Chesebro e Bruce M. Mitchell (1925)

- Modern Youth, regia di Jack Nelson (1926)
- Wizard of the Saddle, regia di Frank Howard Clark (1928)
- Ghost-Town Gold, regia di Joseph Kane (1936)
- The Cherokee Strip, regia di Noel M. Smith (1937)

### Regista
- The Recoil (1921)
- The Timber Wolf (1922)
- The Crimson Clue (1922)
- Chasing Trouble (1926)
- Bucking the Truth (1926)